# Друст I
Друст I (*Drest, Drust, д/н — між 452 та 480) — 1-й король піктів у 412/413—452/480 роках.

## Життєпис
Є напівлегендарним володарем піктів. Був сином Ерпа. Зумів об'єднати племена північних піктів, заклавши основи держави. Переміг у 100 битвах. За свідченням Піктської хроніки на 19-й рік панування Друста I — близько 432 року — до його королівства прибув Святий Патрик, що став проповідувати християнство.
Втім, на думку низки дослідників, він правив за часів Палладія, єпископа в Ірландії. Ймовірно, у боротьбі за владу вигнав з держави брата Нехтона. Тривалість панування Друста I достеменно невідома. Втім, більшість дослідників вважає, що той володарював до 852 року. Йому спадкував Талорк I.